# Vallegrande (stad)
Vallegrande is de hoofdstad van de  provincie Vallegrande in het departement Santa Cruz in Bolivia. De stad telde 10.158 inwoners volgens de census van 2012 en is daarmee de grootste plaats in de gelijknamige gemeente. Vallegrande ligt in het oosten van de Andes op een hoogte van 2.041 m.

## Bezienswaardigheid
- Het museum Museo Che Guevara en het mausoleum Mausoleo Che Guevara Y Fosa C., het voormalige graf van Che Guevara

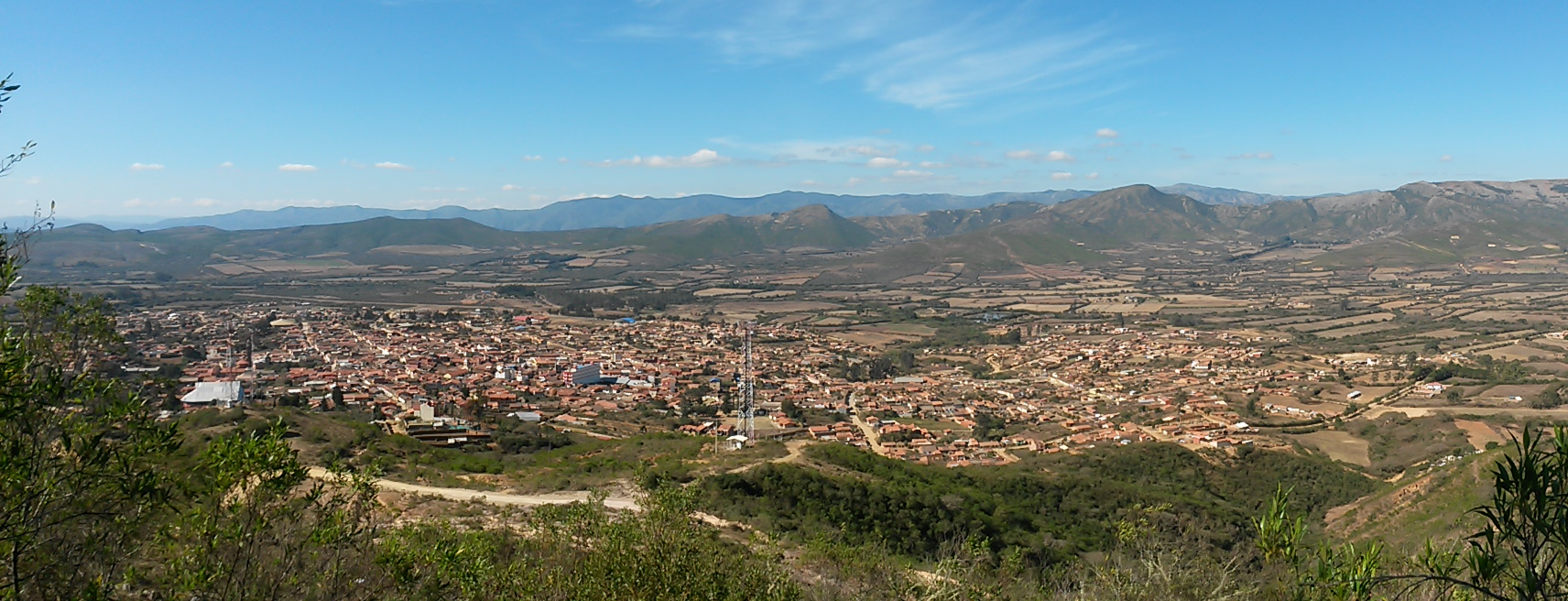
Uitzicht over Vallegrande